# George Melford
George Melford, nato George Henry Knauff (Rochester, 19 febbraio 1877 – Hollywood, 25 aprile 1961), è stato un regista e attore statunitense.
Fu uno dei membri fondatori della Motion Picture Directors Association. Talvolta è stato accreditato come George H. Melford.

## Biografia
Figlio di Henrietta Knauff, un'emigrante tedesca, George Henry Knauff nacque nel 1877 a Rochester, nello stato di New York. Laureatosi in Canada, trovò lavoro come attore a Cincinnati prima di impegnarsi con la Kalem Company a New York nel 1909. Adottato il nome di George Melford, venne messo sotto contratto da Sidney Olcott come attore, e inviato in California dove girò insieme a Robert G. Vignola il suo primo film da regista, Arizona Bill (1911) con Ruth Roland, film di cui aveva scritto anche la sceneggiatura. In quegli anni, tra il 1910 e il 1913, fu spesso al suo fianco come attore bambino il piccolo Judson Melford, suo figlio adottivo.
Per la Kalem, Melford diresse una trentina di pellicole fino al 1915, quando passò a lavorare per Jesse L. Lasky come regista per la sua Feature Play Company. Nello stesso anno, Melford divenne uno dei membri fondatori della Motion Picture Directors Association.

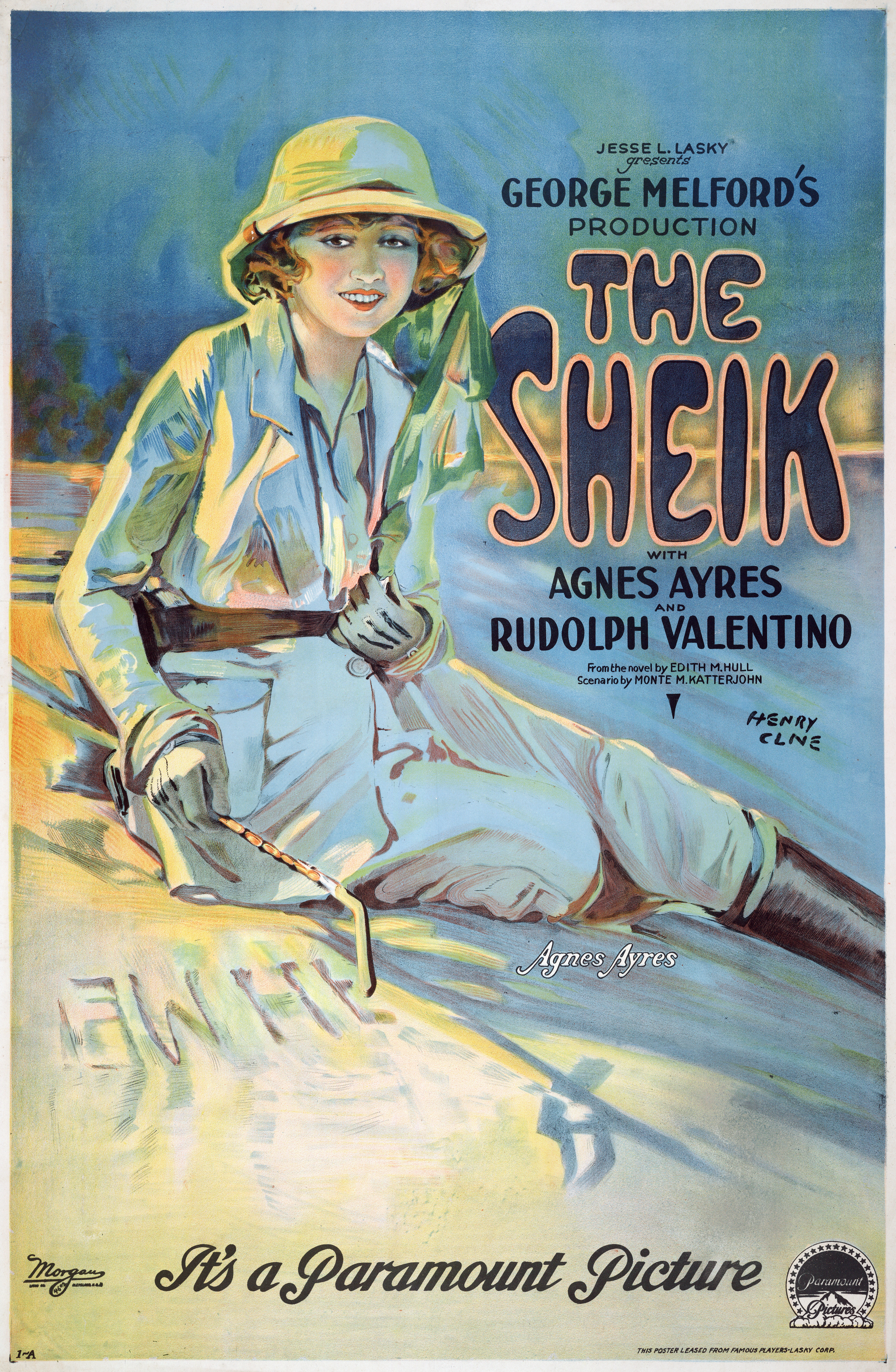
Poster de Lo sceicco

Nel 1921 Melford diresse Lo sceicco, quello che probabilmente è il suo film più famoso, una pellicola che, alla sua uscita, ebbe un enorme successo e che consacrò definitivamente Rodolfo Valentino come divo. Il regista rimase con la compagnia di Lasky per dieci anni, fino al 1925 quando passò all'Universal, dove nel 1929 dirigerà il suo primo film sonoro. L'anno seguente, visto che conosceva la lingua, venne impiegato per girare la versione spagnola del Drácula di Tod Browning: Melford girava di notte usando gli stessi set, ma con altri attori e una troupe diversa.
Il suo ultimo lavoro importante fu quello di dirigere nel 1937 per la Columbia un serial in 15 episodi di cinque ore dal titolo Jungle Menace che aveva come protagonista Frank Buck, un personaggio molto noto per i suoi animali selvaggi, autore di libri e direttore di zoo. Dopo quell'esperienza, Melford lasciò la regia per quasi dieci anni. Nel 1946 tornò dietro alla macchina da presa per montare insieme a Harry L. Fraser una riedizione di 70 minuti del serial, un film cui venne dato il titolo di Jungle Terror. Fu l'ultima delle sue 141 regie.
Il regista amava però tanto il cinema che, benché fosse indipendente dal punto di vista finanziario, volle continuare a fare l'attore, adattandosi a recitare anche come comparsa o in piccoli ruoli. Nel 1956 fu nel cast de I dieci comandamenti, il kolossal diretto da Cecil B. DeMille, dove Melford si accontentò di essere solo una comparsa, persa in mezzo alla folla degli ebrei che si prostrano davanti al vitello d'oro.
Nel 1960, all'età di ottantatré anni, Melford fece la sua ultima apparizione sullo schermo. Morì l'anno dopo, il 25 aprile 1961, per un attacco cardiaco.

## Filmografia

### Regista

#### 1911
- The Indian Maid's Sacrifice – cortometraggio (1911)
- The Mexican Joan of Arc  – cortometraggio (1911)
- Over the Garden Wall – cortometraggio (1911)
- Peggy, the Moonshiner's Daughter – cortometraggio (1911)
- The Wasp – cortometraggio (1911)
- Don Ramon's Daughter – cortometraggio (1911)
- The Branded Shoulder – cortometraggio (1911)
- On the Warpath – cortometraggio (1911)
- When Two Hearts Are Won – cortometraggio (1911)
- When the Sun Went Out – cortometraggio (1911)
- The Alpine Lease – cortometraggio (1911)
- The Blackfoot Halfbreed – cortometraggio (1911)
- The California Revolution of 1848 – cortometraggio (1911)
- The Mistress of Hacienda del Cerro – cortometraggio (1911)
- Daniel Boone's Bravery – cortometraggio (1911)
- A Prisoner of Mexico – cortometraggio (1911)
- The Peril of the Plains – cortometraggio (1911)
- For Her Brother's Sake – cortometraggio (1911)
- The Price of Ambition – cortometraggio
- The Luck of Reckless Reddy – cortometraggio (1911)
- The Engineer's Daughter – cortometraggio (1911)
- When California Was Won – cortometraggio (1911)
- Dan, the Lighthouse Keeper – cortometraggio (1911)
- The Temptation of Rodney Vane – cortometraggio (1911)
- How Betty Captured the Outlaw – cortometraggio (1911)
- The Long Arm of the Law – cortometraggio (1911)
- Norma from Norway – cortometraggio (1911)
- Between Father and Son – cortometraggio (1911)
- The Higher Toll – cortometraggio (1911)

#### 1912
- Mrs. Simms Serves on the Jury – cortometraggio (1912)
- The Russian Peasant – cortometraggio (1912)
- An Interrupted Wedding – cortometraggio (1912)
- A Princess of the Hills – cortometraggio (1912)
- An American Invasion – cortometraggio (1912)
- The Alcalde's Conspiracy – cortometraggio (1912)
- The Bell of Penance – cortometraggio (1912)
- Jean of the Jail – cortometraggio (1912)
- The Spanish Revolt of 1836 – cortometraggio (1912)
- The Secret of the Miser's Cave – cortometraggio (1912)
- The Adventures of American Joe – cortometraggio (1912)
- The Mexican Revolutionist – cortometraggio (1912)
- The Stolen Invention – cortometraggio (1912)
- The Outlaw – cortometraggio (1912)
- The Gun Smugglers – cortometraggio (1912)
- The Bag of Gold – cortometraggio (1912)
- The Colonel's Escape – cortometraggio (1912)
- The Organ Grinder – cortometraggio (1912)
- Saved by Telephone – cortometraggio (1912)
- The Suffragette Sheriff – cortometraggio (1912)
- Fantasca, the Gipsy – cortometraggio (1912)
- The Family Tyrant – cortometraggio (1912)
- Freed from Suspicion – cortometraggio (1912)
- The Wandering Musician – cortometraggio (1912)
- Kentucky Girl – cortometraggio (1912)
- The Daughter of the Sheriff – cortometraggio (1912)
- The Frenzy of Firewater – cortometraggio (1912)
- The Parasite – cortometraggio (1912)
- The Apache Renegade – cortometraggio (1912)
- The Village Vixen – cortometraggio (1912)
- When Youth Meets Youth – cortometraggio (1912)
- Election Day in California – cortometraggio (1912)
- The Plot That Failed – cortometraggio (1912)
- The Peril of the Cliffs – cortometraggio (1912)
- The Power of a Hymn – cortometraggio (1912)
- The Skinflint – cortometraggio (1912)
- Mountain Dew – cortometraggio (1912) (1912)
- Days of '49 – cortometraggio (1912)
- The Flower Girl's Romance – cortometraggio (1912)
- Red Wing and the Paleface – cortometraggio (1912)
- The Water Rights War – cortometraggio (1912)
- The Driver of the Deadwood Coach – cortometraggio (1912)
- The Indian Uprising at Santa Fe – cortometraggio (1912)
- The Mayor's Crusade – cortometraggio (1912)
- The Two Runaways – cortometraggio (1912)

#### 1913
- The Usurer – cortometraggio (1913)
- A Dangerous Wager – cortometraggio (1913)
- Red Sweeney's Mistake – cortometraggio (1913)
- The Boomerang – cortometraggio (1913)
- The Pride of Angry Bear – cortometraggio (1913)
- The Last Blockhouse – cortometraggio (1913)
- The Buckskin Coat – cortometraggio (1913)
- A Life in the Balance – cortometraggio (1913)
- The Redemption – cortometraggio (1913)
- The Mountain Witch – cortometraggio (1913)
- The Missing Bonds – cortometraggio (1913)
- The Honor System – cortometraggio (1913)
- The Battle of Bloody Ford – cortometraggio (1913)
- The Attack at Rocky Pass – cortometraggio (1913)
- The Sacrifice – cortometraggio (1913)
- The California Oil Crooks – cortometraggio (1913)
- The Wayward Son – cortometraggio (1913)
- The Cheyenne Massacre – cortometraggio (1913)
- The Poet and the Soldier – cortometraggio (1913)
- The Battle for Freedom – cortometraggio (1913)
- The Circle of Fate – cortometraggio (1913)
- On the Brink of Ruin – cortometraggio (1913)
- The Struggle – cortometraggio (1913)
- The Fight at Grizzly Gulch – cortometraggio (1913)
- Intemperance – cortometraggio (1913)
- The Skeleton in the Closet – cortometraggio (1913)
- The Invaders – cortometraggio (1913)
- Trooper Billy – cortometraggio (1913)
- A Daughter of the Underworld – cortometraggio (1913)
- The Man Who Vanished – cortometraggio (1913)
- Perils of the Sea – cortometraggio (1913)
- The Plot of India's Hillmen – cortometraggio (1913)
- The Cave Men's War – cortometraggio (1913)
- The Chinese Death Thorn – cortometraggio (1913)
- The Invisible Foe – cortometraggio (1913)
- The Big Horn Massacre – cortometraggio (1913)

#### 1914
- The Boer War (1914)
- The Master Rogue – cortometraggio (1914)
- The Detective's Sister – cortometraggio (1914)
- A Celebrated Case (1914)
- The Barrier of Ignorance – cortometraggio (1914)
- The Quicksands – cortometraggio (1914)
- Shannon of the Sixth (1914)
- The Chief of Police – cortometraggio (1914)
- The Rajah's Vow – cortometraggio (1914)
- The Bond Eternal – cortometraggio (1914)
- The Primitive Instinct – cortometraggio (1914)
- The Potter and the Clay – cortometraggio (1914)
- Micky Flynn's Escapade – cortometraggio (1914)
- The Invisible Power (1914)
- The Prison Stain – cortometraggio (1914)
- The Smugglers of Lone Isle – cortometraggio (1914)
- The Fatal Opal – cortometraggio (1914)
- The Derelict – cortometraggio (1914)

#### 1915
- Young Romance (1915)
- A Gentleman of Leisure (1915)
- The Governor's Lady (1915)
- The Woman (1915)
- Stolen Goods (1915)
- The Fighting Hope (1915)
- The Puppet Crown (1915)
- The Marriage of Kitty (1915)
- Out of the Darkness  (1915)
- The Explorer (1915)
- Armstrong's Wife (1915)
- The Unknown (1915)
- The Immigrant (1915)

#### 1916
- Tennessee's Pardner (1916)
- To Have and to Hold (1916)
- The Race (1916)
- A Gutter Magdalene (1916)
- The House with the Golden Windows (1916)
- Each Pearl a Tear (1916)
- The Years of the Locust (1916)
- The Yellow Pawn (1916)

#### 1917
- The Evil Eye (1917)
- The Winning of Sally Temple (1917)
- A School for Husbands (1917)
- The Cost of Hatred (1917)
- Her Strange Wedding (1917)
- The Crystal Gazer (1917)
- On the Level (1917)
- The Sunset Trail (1917)
- The Call of the East (1917)
- Nan of Music Mountain, co-regia, non accreditato, di Cecil B. DeMille (1917)

#### 1918
- The Hidden Pearls (1918)
- Wild Youth (1918)
- Il sacrificio di Tamura (1918)
- Sandy (1918)
- The City of Dim Faces (1918)
- The Cruise of the Make-Believes (1918)
- The Source (1918)
- Such a Little Pirate (1918)

#### 1919
- Jane Goes A' Wooing (1919)
- Pettigrew's Girl (1919)
- Good Gracious, Annabelle (1919)
- Men, Women, and Money (1919)
- A Sporting Chance (1919)
- Told in the Hills (1919)
- Everywoman (1919)

#### 1920
- The Sea Wolf (1920)
- The Round-Up (1920)
- Behold My Wife (1920)

#### 1921
- The Jucklins (1921)
- The Faith Healer (1921)
- A Wise Fool (1921)
- The Great Impersonation (1921)
- Lo sceicco (The Sheik) (1921)

#### 1922
- Il mozzo dell'Albatros (Moran of the Lady Letty) (1922)
- The Woman Who Walked Alone (1922)
- Burning Sands (1922)
- Ebb Tide (1922)

#### 1923
- Java Head (1923)
- You Can't Fool Your Wife (1923)
- Salomy Jane (1923)
- The Light That Failed (1923)

#### 1924
- Flaming Barriers (1924)
- The Dawn of a Tomorrow (1924)
- Tiger Love (1924)

#### 1925
- The Top of the World (1925)
- Friendly Enemies (1925)
- Without Mercy (1925)
- Simon the Jester (1925)

#### 1926
- Rocking Moon (1926)
- Diavoli della strada ferrata (Whispering Smith) (1926)
- The Flame of the Yukon (1926)
- Going Crooked (1926)

#### 1927
- A Man's Past (1927)

#### 1928
- Lingerie (1928)
- Freedom of the Press (1928)
- Sinners in Love (1928)

#### 1929
- Sahara (Love in the Desert) (1929)
- Il giustiziere (The Charlatan) (1929)
- The Woman I Love (1929)
- Sea Fury (1929)

#### 1930
- The Poor Millionaire (1930)
- La voluntad del muerto (1930)
- Oriente y occidente (1930)

#### 1931
- Don Juan diplomático (1931)
- Balenieri della Viking (The Viking) (1931)
- Drácula (1931)
- I difensori della legge (Homicide Squad), co-regia di Edward L. Cahn (1931)
- Borneo selvaggio (East of Borneo) (1931)

#### 1932
- The Boiling Point (1932)
- A Scarlet Week-End (1932)
- The Cowboy Counsellor (1932)
- Officer Thirteen (1932)
- The Penal Code (1932)

#### 1933
- Man of Action (1933)
- The Eleventh Commandment (1933)
- The Dude Bandit (1933)
- Playthings of Desire (1933)

#### 1934/1946
- Hired Wife (1934)
- All'est di Giava (East of Java) (1935)
- Jungle Menace (1937)
- Jungle Terror (1946)

### Attore
- The Cardboard Baby, regia di Sidney Olcott – cortometraggio (1909)
- The Wayward Daughter (1909)
- A Colonial Belle, regia di Sidney Olcott – cortometraggio (1910)
- The Strongest Tie (1910)
- The Roses of the Virgin (1910)
- The Touch of a Child's Hand (1910)
- Rachel (1910)
- The Bolted Door (1911)
- The Trail of the Pomas Charm (1911)
- The Broken Trail (1911)
- The Lost Ribbon (1911)
- Rescued from the Desert (1911)
- The Hero Track Walker
- Big Hearted Jim (1911)
- Slim Jim's Last Chance (1911)
- Slabsides (1911)
- The Loyalty of Don Luis Verdugo – cortometraggio (1911)
- The Carrier Pigeon – cortometraggio (1911)
- Tangled Lives – cortometraggio (1911)
- A Cattle Herder's Romance (1911)
- Reckless Reddy Reforms (1911)
- The Badge of Courage (1911)
- Peggy, the Moonshiner's Daughter
- The Wasp, regia di George Melford (1911)
- Don Ramon's Daughter (1911)
- On the Warpath, regia di George Melford (1911)
- When Two Hearts Are Won, regia di George Melford (1911)
- When the Sun Went Out, regia di George Melford (1911)
- The Blackfoot Halfbreed, regia di George Melford (1911)
- The California Revolution of 1848
- The Mistress of Hacienda del Cerro, regia di George Melford (1911)
- Daniel Boone's Bravery, regia di George Melford (1911)
- For Her Brother's Sake, regia di George Melford (1911)
- The Price of Ambition
- The Luck of Reckless Reddy (1911)
- Dan, the Lighthouse Keeper, regia di George Melford (1911)
- The Temptation of Rodney Vane, regia di George Melford (1911)
- The Long Arm of the Law, regia di George Melford (1911)
- The Higher Toll (1911)
- The Usurer, regia di George Melford – cortometraggio (1913)
- The Buckskin Coat, regia di George Melford – cortometraggio (1913)
- The Struggle, regia di George Melford (1913)
- Perils of the Sea, regia di George Melford e Sidney Olcott – cortometraggio (1913)
- The Chinese Death Thorn, regia di George H. Melford – cortometraggio (1913)
- The Master Rogue, regia di George Melford – cortometraggio (1914)
- The Barrier of Ignorance, regia di George Melford – cortometraggio (1914)
- Ambush (1939)
- The Family Next Door, regia di Joseph Santley (1939)
- The Lady's from Kentucky (1939)
- Unmarried, regia di Kurt Neumann (1939)
- 6000 Enemies (1939)
- Gli indomabili (Frontier Marshal) (1939)
- Island of Lost Men (1939)
- Heaven with a Barbed Wire Fence
- Il dominatore dei mari (Rulers of the Sea) (1939)
- Too Busy to Work, regia di Otto Brower (1939)
- La luce che si spense (The Light that Failed), regia di William A. Wellman (1939)
- Remember the Night (1940)
- The Man Who Wouldn't Talk (1940)
- My Little Chickadee (1940)
- Buck Benny Rides Again (1940)
- Safari, regia di Edward H. Griffith (1940)
- The Great McGinty (1940)
- La grande missione (Brigham Young) (1940)
- Life with Henry (1941)
- Tall, Dark and Handsome (1941)
- Virginia (1941)
- Golden Hoofs (1941)
- Lady Eva (The Lady Eve) (1941)
- Arriva John Doe (Meet John Doe) (1941)
- Robbers of the Range (1941)
- Richiamo del nord (Wild Geese Calling) (1941)
- La ribelle del sud (Belle Starr) (1941)
- Flying Cadets (1941)
- Pacific Blackout (1941)
- Blue, White and Perfect (1942)
- La valle degli uomini rossi (Valley of the Sun), regia di George Marshall (1942)
- Vento selvaggio (Reap the Wild Wind) (1942)
- Lone Star Ranger (1942)
- Follie di New York (My Gal Sal) (1942)
- Army Surgeon (1942)
- La marina è vittoriosa (The Navy Comes Through) (1942)
- That Other Woman (1942)
- Michael Shyne e le false monete (Time to Kill) (1942)
- Dixie Dugan (1943)
- Viaggio per la libertà (1943)
- Se non ci fossimo noi donne (Government Girl) (1944)
- Il miracolo del villaggio (The Miracle of Morgan's Creek) (1944)
- Hail the Conquering Hero (1944)
- Il grande botto (The Big Noise) (1944)
- Sinceramente tua (Practically Yours) (1944)
- Un albero cresce a Brooklyn (A Tree Grows in Brooklyn) (1945)
- Circumstantial Evidence (1945)
- Il cavallino d'oro (Diamond Horseshoe) (1945)
- Doll Face, regia di Lewis Seiler (1945)
- Colonel Effingham's Raid (1946])
- Johnny Comes Flying Home (1946)
- Non c'è due senza tre (The Bride Wore Boots) (1946)
- Strange Triangle (1946)
- Vecchia California (California) (1946)
- The Shocking Miss Pilgrim (1947)
- Tuono nella valle (Thunder in the Valley) (1947)
- Chiamate Nord 777 (Call Northside 777) (1948)
- Le mura di Gerico (The Walls of Jericho) (1948)
- L'isola del desiderio (The Luck of the Irish) (1948)
- L'urlo della città (Cry of the City) (1948)
- Infedelmente tua (Unfaithfully Yours) (1948)
- When My Baby Smiles at Me (1948)
- Suprema decisione (Command Decision) (1948)
- Ritorno del campione (The Stratton Story) (1949)
- L'indiavolata pistolera (The Beautiful Blonde from Bashful Bend) (1949)
- La figlia dello sceriffo (A Ticket to Tomahawk) (1950)
- The Brigand (1952)
- Gli occhi che non sorrisero (Carrie), regia di William Wyler (1952)
- Schiava e signora (The President's Lady), regia di Henry Levin (1953)
- Assassinio premeditato (A Blueprint for Murder), regia di Andrew L. Stone (1953)
- La città dei fuorilegge (City of Bad Men), regia di Harmon Jones (1953)
- La tunica (The Robe), regia di Henry Koster (1953)
- Sinuhe l'egiziano (The Egyptian), regia di Michael Curtiz (1954)
- Il mondo è delle donne (Woman's World), regia di Jean Negulesco (1954)
- Follie dell'anno (There's No Business Like Show Business), regia di Walter Lang (1954)
- Il principe degli attori (Prince of Players), regia di Philip Dunne (1955)
- I dieci comandamenti (The Ten Commandments), regia di Cecil B. DeMille (1956)
- Le dieci lune di miele di Barbablù (Bluebeard's Ten Honeymoons) (1960)

### Sceneggiatore
- Arizona Bill, regia di George Melford e Robert G. Vignola (1911)
- Prisoners of War, regia di George Melford (1913)
- The Brand, regia di George Melford (1914)
- Big Timber, regia di George Melford (1924)
- Sea Fury, regia di George Melford (1929)

### Produttore
- Behold My Wife (1920)
- Il mozzo dell'Albatros (Moran of the Lady Letty), regia di George Melford (1922)
- Sahara (Love in the Desert), regia di George Melford (1929)
- East of Borneo, regia di George Melford (1931)